# Kern Lake
Kern Lake – obszar niemunicypalny w Kern County, w Kalifornii (Stany Zjednoczone), na wysokości 86 m.